# Mutzenhouse
Mutzenhouse je občina v departmaju Bas-Rhin francoske regije Alzacija.
Leta 1990 je v občini živelo 348 oseb oz. 157 oseb/km².